# Феррьери Капути, Мария Соле
Мари́я Соле́ Феррье́ри Капу́ти (итал. Maria Sole Ferrieri Caputi; род. 20 ноября 1990, Ливорно, Тоскана) — итальянская футбольная судья, первая женщина-арбитр, работавшая на матчах Серии A.

## Биография

### Карьера
Мария Феррьери Капути в ноябре 2015 года стала работать на матчах Серии D, в которой она судила матчи в течение пяти сезонов.
В 2020 году Мария Феррьери Капути стала работать на матчах Серии С, а в том же году она стала работать на матчах Серии B в качестве помощника судьи на VAR. В октябре 2021 года дебютировала в качестве главного арбитра в Серии B, отсудив матч между «Читтаделлой» и «СПАЛ»; матч закончился со счётом 0:0.
15 декабря 2021 года работала на матче Кубка Италии «Читтаделла»—«Кальяри», который «Кальяри» выиграл со счётом 3:1. По ходу матча Мария отменила при поддержке видеопомощника три гола и стала первой женщиной-арбитром, которая работала на кубковом матче команды Серии A.
1 июля 2022 года вошла в список арбитров Серии A, которые были назначены на новый сезон. 2 октября 2022 года дебютировала в качестве главного арбитра на матче Серии A на матче «Сассуоло»—«Салернитана», который «Сассуоло» выиграли со счётом 5:0.
9 января 2023 года Феррьери Капути была включена в список судей женского чемпионата мира в Австралии и Новой Зеландии.
28 апреля 2024 года в матче между «Интером» и «Торино» возглавила первую в истории Серии A женскую бригаду арбитров, в которой её ассистентками стали Франческа Ди Монте и Тициана Трашиатти. Матч закончился победой действующих чемпионов Италии со счётом 2:0.

### Образование
Феррьери Капути закончила факультет политологии и международных отношений Пизанского университета и факультет социологии Флорентийского университета.